# Tà Hừa
Tà Hừa là xã thuộc huyện Than Uyên, tỉnh Lai Châu, Việt Nam.

## Địa giới hành chính
Xã Tà Hừa giáp giới (tính từ phía đông theo chiều kim đồng hồ) với xã Mường Kim (huyện Than Uyên, tỉnh Lai Châu), xã Chiềng Khay (huyện Quỳnh Nhai, tỉnh Sơn La), các xã Pha Mu và Mường Cang (huyện Than Uyên, tỉnh Lai Châu).

## Lịch sử hành chính
Năm 2011, 2.050 ha diện tích tự nhiên của xã Pha Mu được chuyển về xã Tà Hừa đồng thời 2.343,75 ha diện tích tự nhiên và 626 người của xã Tà Hừa được chuyển về xã Pha Mu.